# Amtsgericht Schillingsfürst

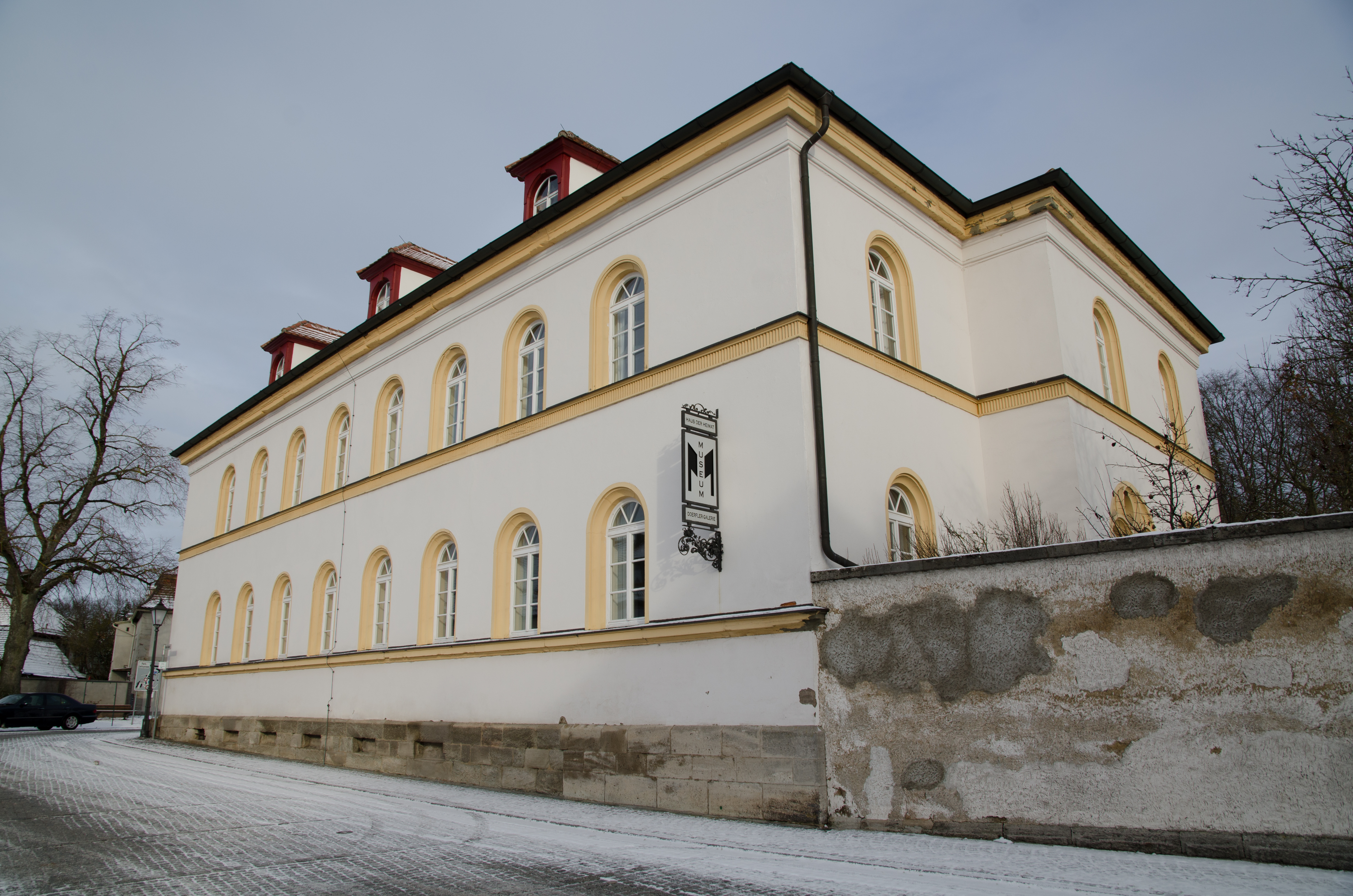
Ehemaliges Amtsgericht an der Neuen Gasse 1 in Schillingsfürst (2013)

Das Amtsgericht Schillingsfürst war ein von 1879 bis 1928 bestehendes bayerisches Gericht der ordentlichen Gerichtsbarkeit mit Sitz in der Stadt Schillingsfürst.

## Geschichte
Anlässlich der Einführung des Gerichtsverfassungsgesetzes am 1. Oktober 1879 wurde ein Amtsgericht zu Schillingsfürst errichtet, dessen Sprengel deckungsgleich mit dem vorherigen Landgerichtsbezirk Schillingsfürst war und folglich die damaligen Gemeinden Bellershausen, Bockenfeld, Bottenweiler, Brunst, Diebach, Dombühl, Eckartsweiler, Erlach, Erzberg, Faulenberg, Gailnau, Gailroth, Gastenfelden, Hagenau, Oestheim, Schillingsfürst, Stilzendorf, Kloster Sulz, Wettringen, Wildenholz und Wörnitz umfasste. Übergeordnete Instanz war das Landgericht Ansbach im Oberlandesgerichtsbezirk Nürnberg.
Mit Wirkung vom 1. Januar 1928 wurde das Amtsgericht Schillingsfürst aufgehoben und dessen Bezirk dem Amtsgericht Rothenburg ob der Tauber zugeteilt.
Das Amtsgericht befand sich in einem zweigeschossigen verputzten Walmdachbau an der Neuen Gasse 1. Dieses um 1800 erbaute Gebäude steht heute unter Denkmalschutz.